# Chambord (Loir i Cher)
Chambord (pronunciació francesa: [ʃɑ̃bɔʁ]) és una comuna francesa situada al departament de Loir i Cher i la regió de Centre-Vall del Loira.